# Daniłow
Daniłow (ros. Данилов) – miasto (od 1777) w środkowej części Rosji, w obwodzie jarosławskim.
W mieście znajduje się stacji przesyłowa prądu stałego (3 kV) i zmiennego (27,5 kV).
Położony w centrum Wzniesień Daniłowskich, przy rzece Pelenda. Odległość od Jarosławia wynosi 69 km.

## Historia

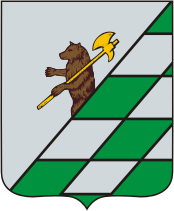
Herb (1778)

Założona w połowie XIII wieku jako wieś Daniłowskoje przez księcia moskiewskiego Daniela Aleksandrowicza, najmłodszego syna Aleksandra Newskiego. Po raz pierwszy wspomniana w 1592 jako Daniłowskaja słoboda. Nazwa ta była często używane w następnych czasie.

## Gospodarka
Przemysł: obróbka drewna, piekarnie, fermy drobiu, szwalnie.